# Bilancio di massa del ghiacciaio

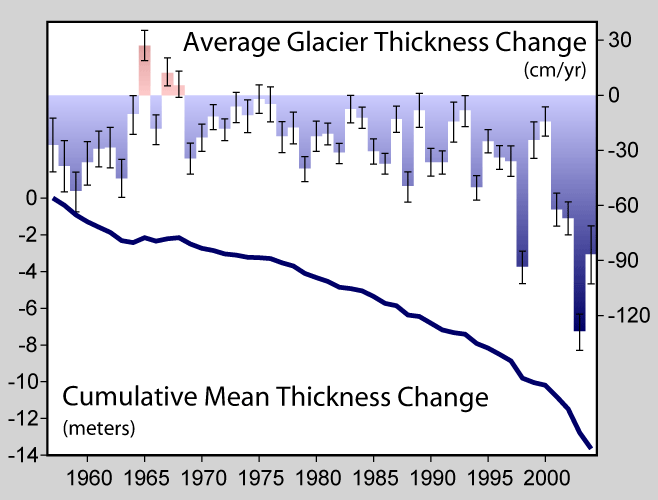
Bilancio di massa globale negli ultimi cinquanta anni, riportato dal WGMS e NSIDC. La tendenza verso il basso alla fine degli anni '80 è sintomatica del tasso in aumento e del numero di ghiacciai in regressione.

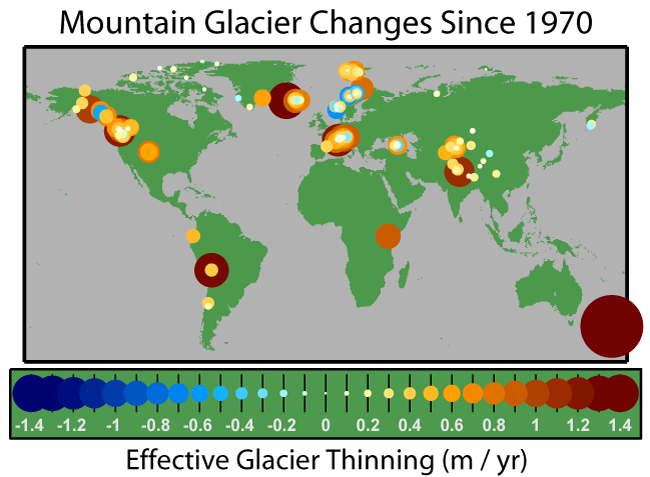
Cartina del bilancio di massa del ghiacciaio montano che muta dal 1970. L'assottigliamento in giallo e rosso, l'ispessimento in blu. Gli anni '70 hanno avuto un bilancio di massa più positivo rispetto al periodo 1980-2004 come visto sopra.

Decisivo per la sopravvivenza di un ghiacciaio è il suo bilancio di massa, la differenza tra accumulazione e ablazione (fusione e sublimazione). Il mutamento climatico può causare variazioni sia nella temperatura che nelle precipitazioni nevose, causando mutamenti nel bilancio di massa, il quale controlla il comportamento a lungo termine del ghiacciaio e ne è l'indicatore climatico più sensibile. Dal 1980-2008 la perdita media di massa accumulata nei ghiacciai secondo il World Glacier Monitoring Service era di -12 m (in 19 anni consecutivi di bilanci di massa negativi).
Un ghiacciaio con un bilancio negativo sostenuto non si trova in equilibrio e si ritirerà, mentre uno con un bilancio positivo sostenuto è ugualmente i disequilibrio ma avanzerà. Il ritiro del ghiacciaio comporta la perdita della regione di bassa elevazione del ghiacciaio. Dato che le elevazioni più alte sono più fredde di quelle basse, la scomparsa di porzioni più basse del ghiacciaio riduce l'ablazione complessiva, perciò aumentando il bilancio di massa e ristabilendo potenzialmente l'equilibrio. Tuttavia, se il bilancio di massa di una porzione significativa della zona di accumulo del ghiacciaio è negativa, esso è in disequilibrio con il clima locale e fonderà.
Il sintomo chiave di un ghiacciaio in disequilibrio è l'assottigliamento lungo l'intera lunghezza del ghiacciaio. Per esempio, il Ghiacciaio Easton (raffigurato sotto) si restringerà probabilmente a metà della sua dimensione, ma con un tasso più lento di riduzione, e si stabilizzerà su questa dimensione, nonostante la temperatura più calda, nel corso di alcuni decenni. Tuttavia, il Ghiacciaio Grinnell (raffigurato sotto) si restringerà con un tasso in aumento fino a scomparire. La differenza è che la sezione superiore del Ghiacciaio Easton rimane "in salute" e coperta di neve, mentre quella superiore del Ghiacciaio Grinnell è spoglia, in fase di fusione e assottigliata. I piccoli ghiacciai con pendii poco pronunciati, come il Grinnell, hanno più probabilità a cadere in disequilibrio, se vi è un cambiamento del clima locale.
Nel caso di un bilancio di massa positivo, il ghiacciaio continuerà ad avanzare espandendo la sua area a bassa elevazione, ottenendo una maggiore fusione. Se ciò non creerà ancora un bilancio in equilibrio, il ghiacciaio continuerà ad avanzare. Se un ghiacciaio è vicino a un grande corpo d'acqua, specialmente un oceano, il ghiacciaio può avanzare fino a che le perdite dovute al distacco di iceberg non riporti quasi l'equilibrio.

## Metodi di misurazione

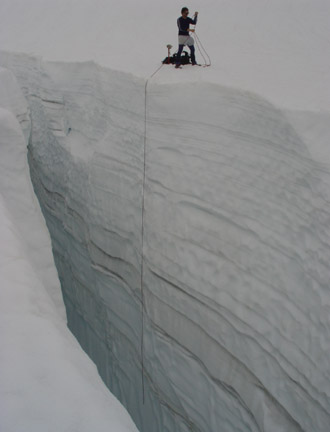
Misurazione del manto nevoso in un crepaccio sul Ghiacciaio Easton, Cascate del Nord, USA; la natura bidimensionale degli strati annuali è evidente

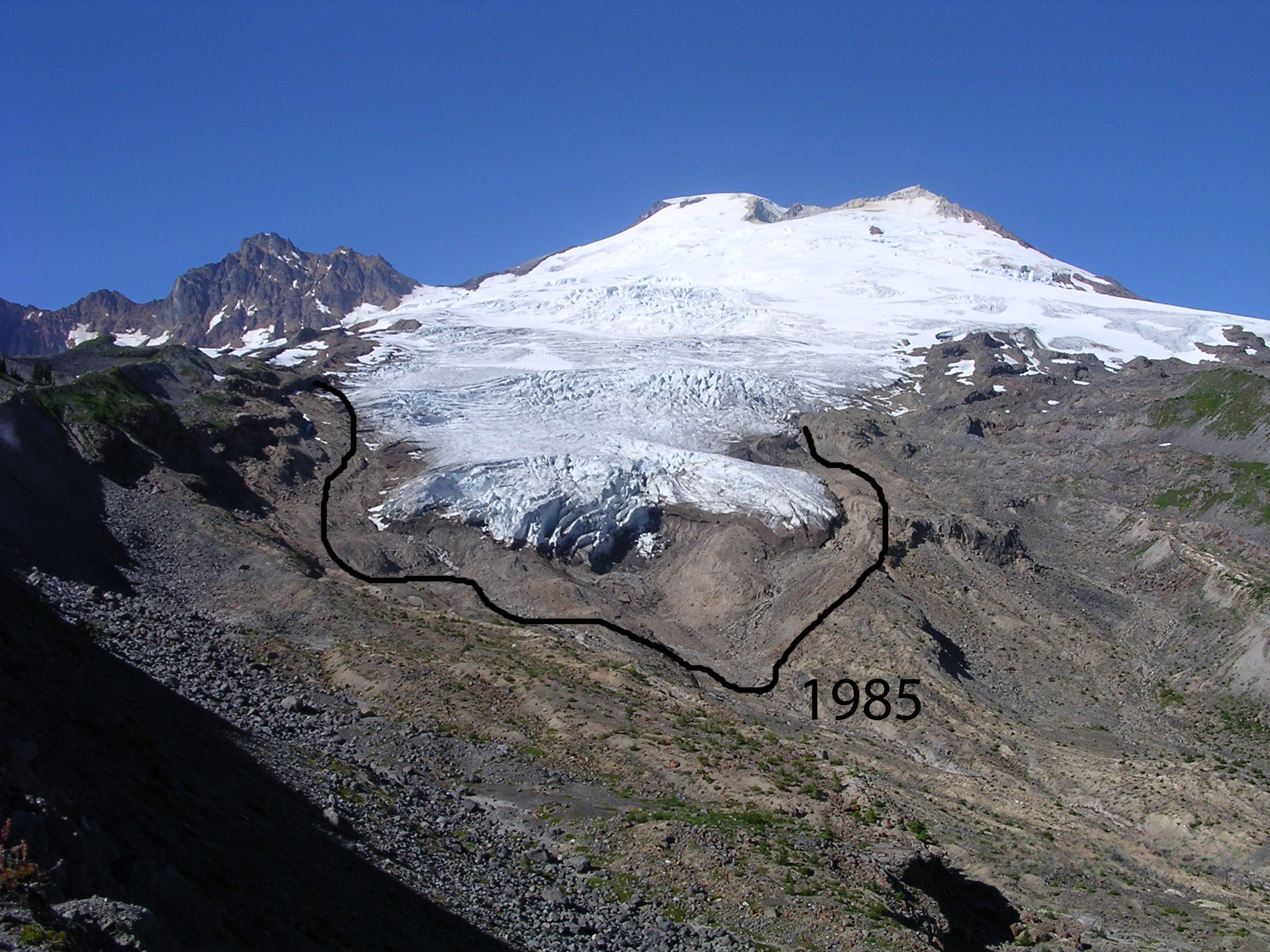
Il Ghiacciaio Easton, ritiratosi di 255 m dal 1990 al 2005, si prevede consegua l'equilibrio.

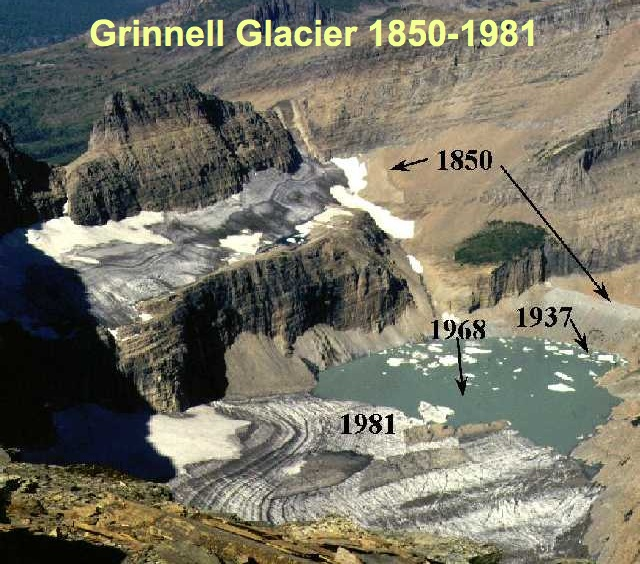
Il Ghiacciaio Grinnell nel Glacier National Park (U.S.A.) mostra dal 1850 una regressione di 1,1 km (USGS).

### Bilancio di massa

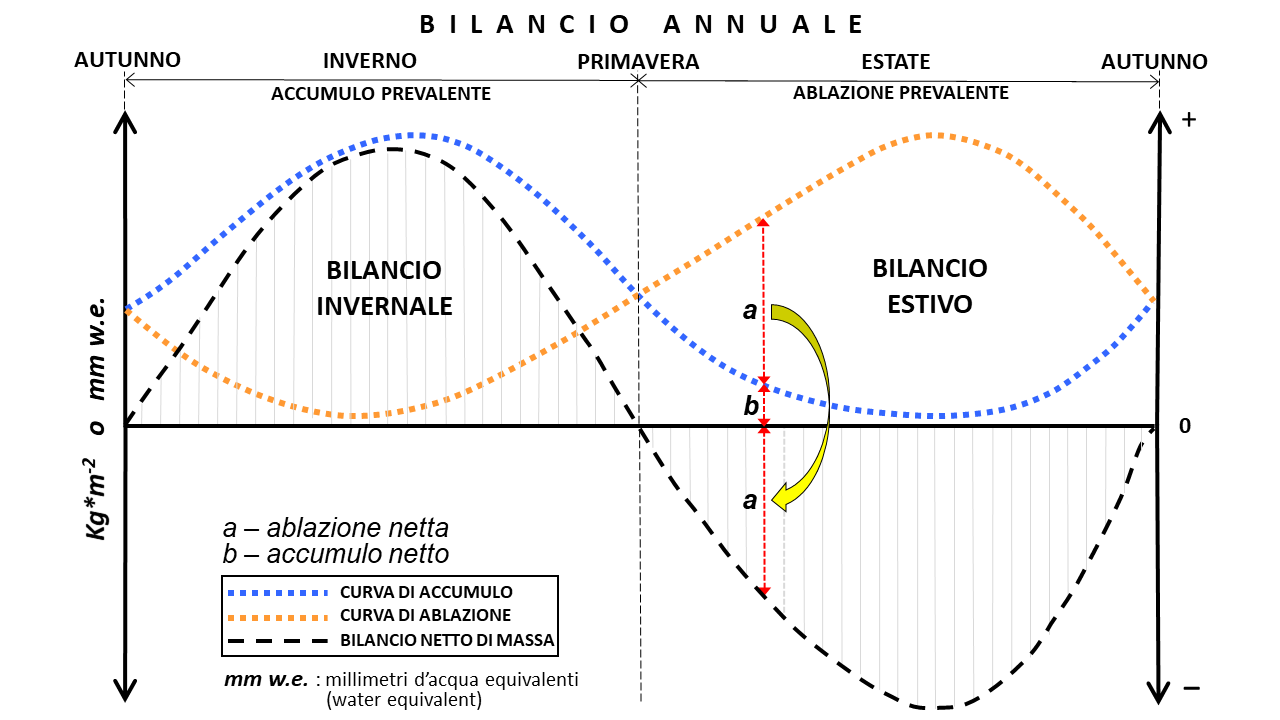
Diagramma che illustra il bilancio di massa di un ghiacciaio, con l'andamento delle curve di accumulo e ablazione durante un anno, nel caso ideale di un ghiacciaio in equilibrio di massa. L'ablazione è riportata come positiva. È riportata anche la curva del bilancio netto di massa, (accumulo - ablazione), positiva in inverno, negativa in estate. In realtà per la pratica della misura del bilancio annuale si considerano due minimi successivi della massa glaciale (meglio riconoscibili dalle caratteristiche della neve e del ghiaccio). L'unità per esprimere numericamente la variazione di massa è il chilogrammo (kg). Quando il bilancio di massa è espresso per unità di area, la sua unità è kg*m^{-2}. L'unità kg*m^{-2} è solitamente sostituita dal millimetro di acqua equivalente, mm water equivalent (spessore di acqua che si ricaverebbe dalla fusione della neve). Questa sostituzione è comoda perché 1 kg di acqua liquida, di densità 1000 kg*m^{-3}, ha uno spessore di esattamente 1 mm quando è distribuito uniformemente su 1 m^{2} di superficie. Le unità kg*m^{-2} e mm w.e. sono quindi numericamente identiche.

Il bilancio di massa viene misurato determinando la quantità di neve accumulata durante l'inverno, e successivamente la quantità di neve e ghiaccio rimossa per mezzo della fusione in estate. La differenza tra questi due parametri è il bilancio di massa. Se la quantità di neve accumulata durante l'inverno è più grande della quantità di neve e ghiaccio fusi durante l'estate, il bilancio di massa è positivo e il ghiacciaio aumenterà di volume. D'altra parte, se la fusione di neve e ghiaccio durante l'estate è maggiore del rifornimento di neve in inverno, il bilancio di massa è negativo e il volume del ghiacciaio decresce. Il bilancio di massa viene riportato in metri di acqua equivalente, e rappresenta mediamente lo spessore ottenuto (bilancio positivo) o la perdita (bilancio negativo) del ghiacciaio durante un dato anno.
Per determinare il bilancio di massa nella zona di accumulo, la profondità della coltre nevosa viene misurata usando il sondaggio, gli snowpits o la stratigrafia dei crepacci. La stratigrafia del crepaccio fa uso degli strati annuali che appaiono sulle pareti del crepaccio. In modo affine agli anelli degli alberi, questi strati sono dovuti al deposito di polvere in estate e ad altri effetti stagionali. Il vantaggio della stratigrafia del crepaccio è che essa fornisce una misurazione bidimensionale dello strato della coltre di neve, non un punto di misurazione, ed è anche impiegabile in profondità laddove il sondaggio o gli snowpits non sono praticabili. Nei ghiacciai temperati, la resistenza dovuta all'inserimento di una sonda aumenta bruscamente quando la sua punta arriva al ghiaccio che si era formato l'anno precedente. La profondità della sonda è una misura dell'accumulazione netta sopra questo strato. Gli snowpits scavati attraverso le coltri nevose residue degli inverni passati sono usati per determinare la profondità e la densità della coltre nevosa. Il bilancio di massa della coltre nevosa è il prodotto di densità e profondità.
Senza considerare la tecnica della sua misurazione, la profondità osservata viene moltiplicata per la densità della coltre nevosa onde determinare l'accumulo equivalente in acqua. È necessario misurare in primavera la variazione di densità della coltre nevosa. Con le misurazioni della densità della coltre nevosa completate al termine della stagione di ablazione si ottengono valori adeguati per una zona particolare dei ghiacciai alpini temperati, i quali non necessitano di essere misurati ogni anno. Le misurazioni effettuate nella zona di ablazione sono praticate utilizzando dei pali inseriti verticalmente nel ghiacciaio alla fine della precedente stagione di fusione o all'inizio di quella in corso. La lunghezza del palo esposto con la fusione del ghiaccio viene misurata alla fine della stagione di fusione (ablazione). La maggior parte dei pali deve essere sostituita ogni anno.

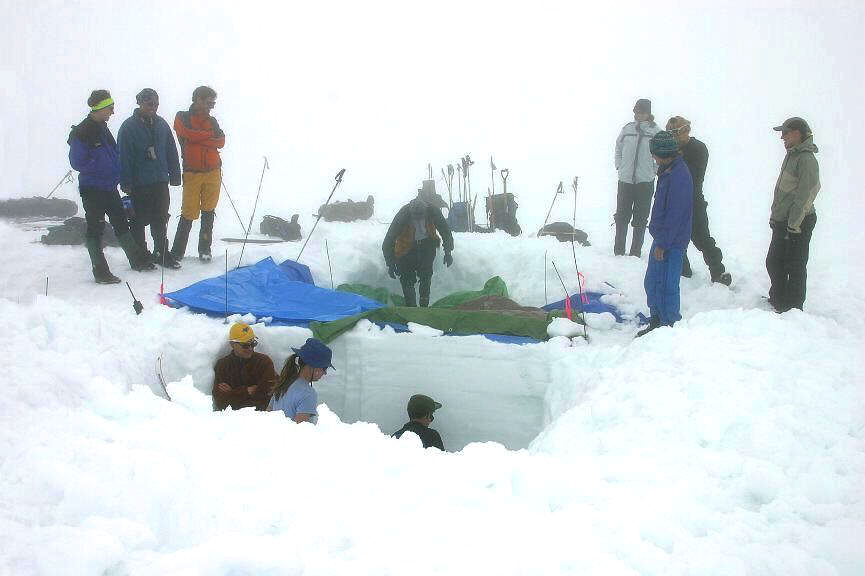
Misurazione del manto nevoso sul Ghiacciaio Taku in Alaska; processo lento e non sufficiente, ma molto accurato.

### Bilancio netto
Il bilancio netto è il bilancio di massa determinato tra i successivi minimi del bilancio di massa. Questo è un metodo stratigrafico focalizzato sui minimi che rappresentano un orizzonte stratigrafico. Nelle medie latitudini settentrionali, a un anno di ghiacciaio segue un anno idrologico, inizio e fine verso i primi di ottobre. Il minimo del bilancio di massa è la fine della stagione di fusione. Il bilancio netto è allora la somma del bilancio invernale osservato (bw, winter balance) di solito misurato in aprile o maggio e il bilancio estivo (bs, summer balance) misurato a settembre o inizio ottobre.

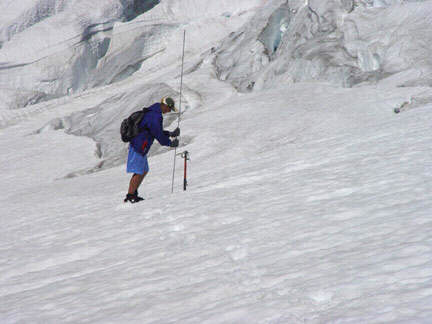
Le misurazioni effettuate sul Ghiacciaio Easton tramite il sondaggio della precedente superficie impenetrabile fornisce misurazioni precise e veloci del punto della coltre nevosa.

### Bilancio annuale
Il bilancio annuale è il bilancio di massa misurato tra date fisse specifiche ogni anno, e per quel che riguarda le medie latitudini settentrionali, il periodo è ugualmente verso inizio ottobre.

### Metodi geodetici
I metodi geodetici sono un modo indiretto per determinare il bilancio di massa del ghiacciaio. Le cartine di un ghiacciaio fatte in due punti diversi del tempo possono essere confrontate, osservando così la differenza nello spessore del ghiacciaio, usato per determinare il bilancio di massa durante un certo numero di anni. Ciò si può fare al meglio oggi usando il Global Positioning System differenziale.
A volte i primi dati dei profili della superficie del ghiacciaio provengono dalle immagini utilizzate per fare le carte topografiche e i modelli digitali di elevazione. La mappatura aerea, ovvero la fotogrammetria, è adesso usata per rilevare i ghiacciai maggiori e le cappe di ghiaccio come quelli trovati in Antartide e Groenlandia; tuttavia, a causa dei problemi nello stabilire i punti di controllo al suolo nel terreno montano, correlando le caratteristiche nella neve e laddove l'ombreggiatura (shading) è comune, gli errori di elevazione sono in genere non minori di 10 m.
L'altimetria laser fornisce una misurazione dell'elevazione di un ghiacciaio lungo uno specifico percorso, per es., la linea centrale del ghiacciaio. La differenza tra queste due misurazioni è la variazione di spessore, che fornisce il bilancio di massa nel corso dell'intervallo di tempo tra le misurazioni. È un buon metodo praticabile in un certo lasso di tempo, ma non per il rilevamento del mutamento annuale. Il valore dei programmi geodetici sta fornendo una verifica indipendente dalla tradizionale operazione del bilancio di massa, confrontando i mutamenti cumulativi in dieci o più anni.

## Ricerca del bilancio di massa a livello globale
Sono state eseguite ricerche sul bilancio di massa in varie nazioni del mondo, in massima parte condotte nell'emisfero settentrionale a causa della maggiore quantità di ghiacciai che vi si trovano a media latitudine. Il Servizio per il Monitoraggio Mondiale dei Ghiacciai (World Glacier Monitoring Service) annualmente compila le misurazioni del bilancio di massa provenienti da tutto il mondo. Dal 2002-2006, i dati continui sono disponibili solo per 7 ghiacciai dell'emisfero meridionale e 76 per quello settentrionale. Il bilancio medio di questi ghiacciai fu al suo massimo negativo nel periodo 2005/2006. La somiglianza di risposta dei ghiacciai nel Nord America occidentale indica la natura su larga scala del mutamento climatico in corso.

### Alaska
Il Ghiacciaio Taku in prossimità di Juneau è stato studiato dal Juneau Icefield Research Program fin dal 1946, lo studio continuo più lungo sul bilancio di massa di tutti i ghiacciai del Nord America. Il Taku è il ghiacciaio temperato alpino conosciuto più spesso al mondo, che ha sperimentato un bilancio di massa positivo tra gli anni 1946 e 1988, con un enorme avanzamento. Il ghiacciaio da allora si è trovato in uno stato di bilancio di massa negativo che potrebbe portare a una regressione, se l'attuale andamento continuasse. Il Juneau Icefield Research Program dal 1953 ha inoltre studiato il bilancio di massa del Ghiacciaio Lemon Creek. Il ghiacciaio ha avuto dal 1953–2006 un bilancio medio annuale di -0,44 m l'anno, con una perdita media del suo spessore di oltre 27 m, perdita confermata dall'altimetria laser.

### Bilancio di massa dei ghiacciai austriaci
La massa dei ghiacciai austriaci Hintereisferner e Kesselwandferner è stata continuamente monitorata rispettivamente dal 1952 e dal 1965. Continuamente misurato per 55 anni, il ghiacciaio Hintereisferner ha uno dei periodi più lunghi di studio continuato rispetto a tutti gli altri ghiacciai al mondo, basato su dati misurati e un metodo di valutazione costante. Attualmente questa rete di misurazioni comprende circa 10 fosse di neve (snow pits) e circa 50 pali di ablazione distribuiti attraverso il ghiacciaio. In termini di bilanci specifici cumulativi, l'Hintereisferner ha subito una perdita netta di massa tra il 1952 e il 1964, seguita da un periodo di recupero fino al 1968. Giunse a un minimo intermittente nel 1976, brevemente recuperato nel 1977 e 1978 e da allora ha continuamente perduto massa in 30 anni. La massa totale persa è stata di 26 m a cominciare dal 1952. Il ghiacciaio Sonnblickkees è stato misurato dal 1957 ed ha perso 12 m di massa, con una media annuale di -0,23 m.

### Nuova Zelanda
Fin dal 1957 in Nuova Zelanda sono in corso studi sul bilancio di massa dei ghiacciai. Il Tasman è stato da allora studiato dalla Ricerca Geologia Neozelandese (New Zealand Geological Survey) e successivamente dal Ministero dei lavori, che ne misurarono la stratigrafia e il movimento complessivo. Tuttavia, nel 1950 anche i modelli di fluttuazione precedenti sono stati documentati sui ghiacciai Franz Josef e Fox. Altri ghiacciai sull'Isola del Sud studiati dal 1968 comprendono l'Ivory, mentre sull'Isola del Nord, il ritiro e la ricerca sul bilancio di massa sono stati condotti sui ghiacciai di Mount Ruapehu fin dal 1955. Sul Ruapehu, le stazioni fotografiche permanenti hanno permesso di fornire le prove dei mutamenti subiti dai ghiacciai montani nel corso del tempo.

### Programma per il bilancio di massa del ghiacciaio delle Cascate del Nord
Con la misurazione del bilancio annuale di 10 ghiacciai, il North Cascade Glacier Climate Project supera ogni altro programma attuato per il Nord America. Queste registrazioni vanno dal 1984 al 2008 e rappresentano la sola serie di registrazioni che documentano i mutamenti del bilancio di massa di un'intera estensione di ghiacciai. Per monitorare un'intera montagna ghiacciata si va in Nord America, classificata "ad alta priorità" nel 1983 dalla National Academy of Sciences. Il bilancio annuale dei ghiacciai delle Cascate del Nord ha mediamente −0.48 m/a nel periodo 1984–2008, una perdita di spessore cumulativo dal 1984 di oltre 13 m, vale a dire il 20–40% del loro volume totale a causa dei bilanci di massa sempre più negativi che fanno regredire e assottigliare il ghiacciaio.

### Programma per il bilancio di massa della Norvegia
Il programma per il bilancio di massa più esteso al mondo delle montagne norvegesi è ampiamente finanziato dall'industria idroelettrica. Attualmente vengono eseguite misurazioni del bilancio di massa su dodici ghiacciai. Nella Norvegia meridionale sono stati misurati sei dei suoi ghiacciai per 42 anni consecutivi o più, e costituiscono il profilo ovest-est che si estende dal ghiacciaio Ålfotbreen decisamente marittimo, vicino alla costa occidentale, al Gråsubreen nettamente continentale, nella parte orientale dello Jotunheimen. Il ghiacciaio Storbreen nello Jotunheimen è stato misurato per un più lungo periodo di tempo rispetto a ogni altro ghiacciaio della Norvegia, per un totale di oltre 55 anni, mentre l'Engabreen per 35 anni, il periodo più lungo della Norvegia settentrionale.

### Lo Storglaciären della Svezia
La stazione di ricerca Tarfala della regione del Kebnekaise nella Svezia settentrionale è gestita dall'Università di Stoccolma. È qui che il primo programma per il bilancio di massa è iniziato, immediatamente dopo la seconda guerra mondiale, e continua ancora oggi. Questa ricerca ha dato inizio alla registrazione del bilancio di massa dello Storglaciären, e costituisce lo studio continuato di questo tipo più lungo al mondo. Lo Storglaciären ha avuto dal 1946 al 2006 un bilancio di massa cumulativo negativo di -17 m. Il programma ha iniziato a monitorare il Rabots Glaciär nel 1982, il Riukojietna nel 1985 e il Mårmaglaciären nel 1988. Tutti e tre questi ghiacciai hanno avuto un forte bilancio di massa negativo fin dall'inizio.

### Bilancio di massa del ghiacciaio islandese
In Islanda, il bilancio di massa del ghiacciaio viene misurato annualmente una o due volte dall'Autorità Nazionale per l'Energia tramite numerosi pali posti su molte cappe di ghiaccio. La fossa (pit) regolare e le misurazioni del bilancio di massa tramite pali sono state effettuate sul lato settentrionale del Hofsjökull fin dal 1988 e similmente dal 1991 sul Þrándarjökull. Dal 1989, sono stati stabiliti i profili del bilancio di massa (fosse e pali) sul lato orientale e sud-occidentale del Hofsjökull. Simili profili sono stati valutati dal 1992 sui ghiacciai di sbocco Tungnaárjökull, Dyngjujökull, Köldukvíslarjökull e Brúarjökull del Vatnajökull e dal 1991 sull'Eyjabakkajökull.

### Programma svizzero per il bilancio di massa
Cambiamenti temporali nella distribuzione spaziale del bilancio di massa si ottengono principalmente dalle variazioni di accumulo e fusione lungo la superficie. Di conseguenza, le variazioni nella massa dei ghiacciai riflettono i mutamenti del clima e i flussi di energia sulla superficie terrestre. I ghiacciai svizzeri del Gries nelle Alpi Centrali e del Silvretta nelle Alpi orientali, sono stati misurati per molti anni. La distribuzione dell'accumulo stagionale e i tassi di ablazione vengono misurati in situ. I metodi sul campo tradizionali sono combinati con le tecniche di telerilevamento onde poter tenere traccia delle variazioni di massa, geometria e comportamento del flusso dei due ghiacciai. Queste ricerche forniscono dati utili alla Rete per il Monitoraggio dei Ghiacciai Svizzeri e alla rete internazionale del World Glacier Monitoring Service (WGMS).

### USGS
La USGS (United States Geological Survey) esegue un programma di "benchmark" per il monitoraggio del ghiacciaio a lungo termine onde esaminare il mutamento climatico, il bilancio di massa del ghiacciaio, il movimento glaciale e il deflusso superficiale. Questo programma è in corso dal 1965 ed ha esaminato in particolare tre ghiacciai. Il Gulkana nella Catena dell'Alaska e il Wolverine nella catena costiera dell'Alaska sono stati monitorati dal 1965, mentre il ghiacciaio delle Cascate del Sud nello Stato di Washington è stato continuamente monitorato fin dall'anno geofisico internazionale (1957). Questo programma prevede il monitoraggio di un ghiacciaio in ognuna di queste catene montuose, collezionando dati dettagliati utili per capire l'idrologia del ghiacciaio e le sue interazioni climatiche.

### Rilevamento geologico della GSC
La GSC (Canada-Glaciology Section) gestisce il sistema di osservazione del clima correlato al ghiacciaio (Glacier-Climate Observing System) del Canada come parte del suo Programma Geoscientifico per il Mutamento Climatico (Climate Change Geoscience Program). Con la collaborazione degli studiosi dell'università, dirige il monitoraggio e la ricerca sui mutamenti climatici, risorse idriche e variazioni del livello marino utilizzando una rete di riferimento per osservare i luoghi situati nella Cordigliera e nell'Arcipelago Artico Canadese. Questa rete si è allargata con i dati forniti dai telerilevamenti dei cambiamenti regionali del ghiacciaio. I siti della Cordigliera comprendono Helm, Place, Andrei, Kaskakwulsh, Haig, Peyto, Ram River, Castle Creek, Kwadacha e i ghiacciai del Bologna Creek; nell'Arcipelago Artico si trovano i ghiacciai White, Baby e Grise e le cappe di ghiaccio Devon, Meighen, Melville e Agassiz. I siti di riferimento della GSC sono monitorati utilizzando il metodo (stratigrafico) glaciologico basato su pali standard e i rilevamenti geodetici periodici che impiegano il lidar aviotrasportato. I ghiacciai Helm (-33 m) e Place (-27 m) hanno perso più del 20% dell'intero volume, dal 1980; il ghiacciaio Peyto (-20 m) si avvicina a questa quantità. Il ghiacciaio bianco dell'artico canadese (Canadian Arctic White Glacier) non è risultato così negativo (-6 m) fin dal 1980.

### Rete per il bilancio di massa in Bolivia
Dal 1991 la rete per il monitoraggio dei ghiacciai in Bolivia, un ramo del sistema di osservazione glacio-idrologico installato in tutte le Ande tropicali dall'IRD e soci, ha monitorato il bilancio di massa sui ghiacciai Zongo (6000 m asl), Chacaltaya (5400 m asl) e Charquini (5380 m asl). È stato utilizzato un sistema di pali, con osservazioni mensili sul campo. Queste misurazioni sono state effettuate in concomitanza con il bilancio energetico onde poter identificare la causa della rapida regressione e il bilancio di massa negativo.